# Det är aldrig försent
Det är aldrig försent, skriven av Kjell-Åke Norén och Christer Johansson, är en sång som Carina Jaarnek och Mikael Jaarnek framförde i den svenska Melodifestivalen 1994. Bidraget missade slutomröstningen.